# 甲府市の歌
「甲府市の歌」（こうふしのうた）は、山梨県甲府市が制定した市歌である。作詞・輿石保之、補作・甲府市の歌審査委員会、作曲・中島睦明。

## 解説
甲府市では1928年（昭和3年）10月に初代の「甲府市歌」（作詞：中田千寿代、作曲：坂口五郎）、1946年（昭和21年）頃に2代目の「甲府市民歌」（作詞：本間一咲、作曲：井上武士）を制定していたが、1954年（昭和29年）に近隣の10村を編入合併して市域の拡大を行ってから10年余りが経過した1960年代半ばより新市歌の制定が望まれたことから、1966年（昭和41年）の市制77周年に合わせて市民憲章と3代目市歌を制定することになり『甲府市広報』6月号で歌詞の懸賞募集を実施した。入選者の輿石保之は山梨県警の巡査で、京都府警察歌や神奈川県警察学校および山梨県消防学校の校歌を作詞している。
発表演奏は10月17日に甲府商業高校講堂で開催された市制77周年記念式典で市民憲章の発表と合わせて実施され、山梨中央銀行が市にソノシート2万枚を寄贈し全世帯に配られた。2019年（令和元年）10月17日より、市制130周年を記念して防災無線で17時に流す時報が唱歌「故郷」から「甲府市の歌」へ変更されている。